# Antonio Canevari

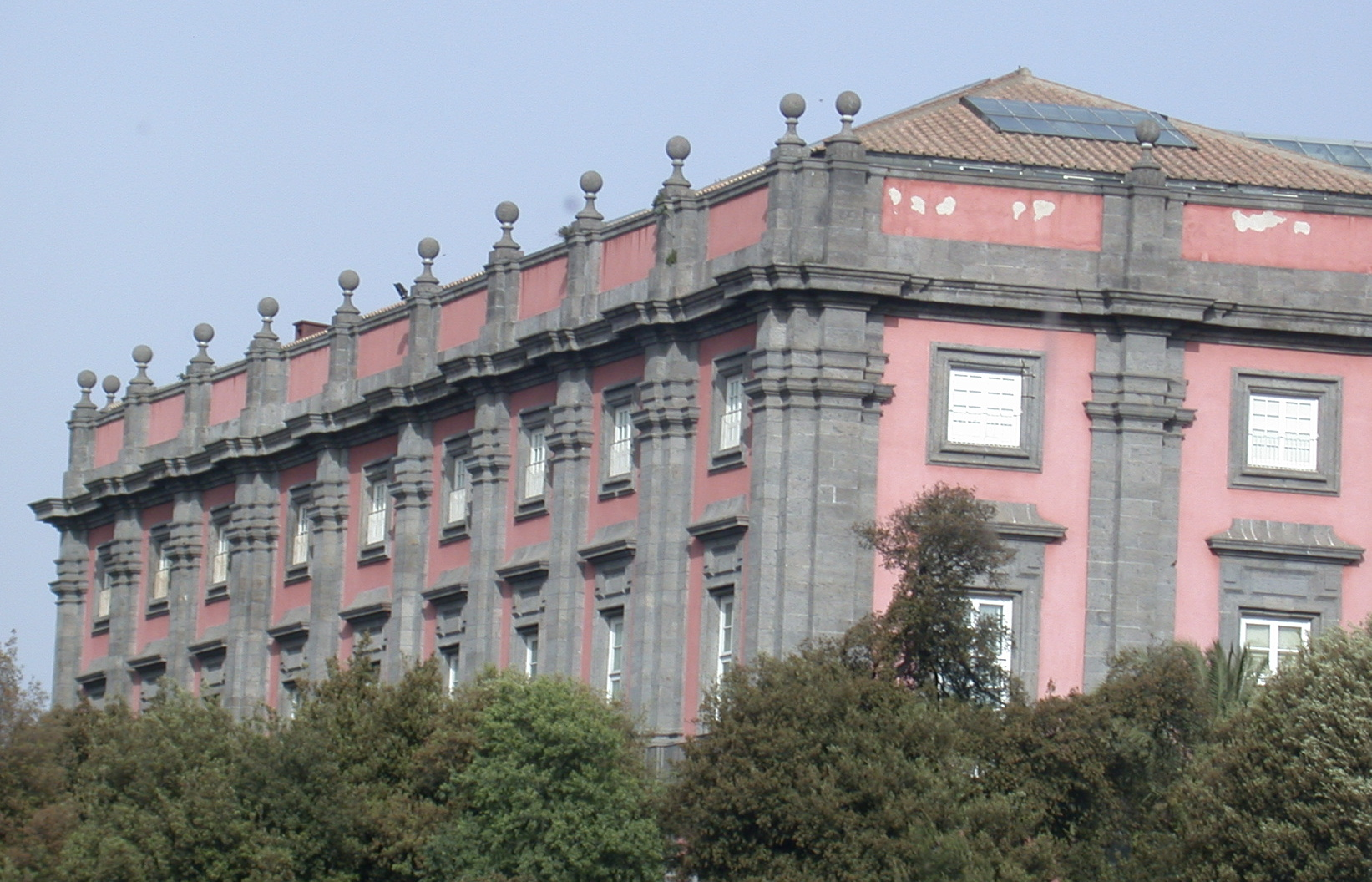
Reggia di Capodimonti, Palácio de Nápoles da autoria de Canevari

Antonio Canevari (Roma, 1681 – Nápoles, 1764) foi um arquitecto italiano do período do barroco.
Canevari tornou-se conhecido em 1703, vencendo o primeiro prémio do concurso de desenho da Academia de São Lucas. Em 1715 participou, juntamente com Filippo Juvarra, Nicola Michetti e outros, no concurso para a sacristia da Basílica de São Pedro. Em 1713 foi admitido na "Congregazione dei Virtuosi" do Panteão e em 1715 na Academia da Arcádia, da qual em 1723 se tornaria arquitecto oficial, e onde conheceu o rei de Portugal D. João V.
Foi o próprio rei a oferecer à Academia o pequeno jardim no Janículo que Canevari transformaria no Bosco Parrasio, segundo um pitoresco projecto (análogo ao da escadaria da Praça de Espanha, realizado apenas em parte e modificado de seguida). 
Entre 1727 e 1732 Canevari esteve em Lisboa, onde executou várias obras que ficaram destruídas com o terramoto de 1755. Nesses anos as suas encomendas romanas (incluindo a de um cibório para a abadia de Montecassino) foram "herdadas" e levadas em diante pelo colega Nicola Salvi.
De regresso a Itália, Canevari foi requisitado pelo rei Carlos III de Espanha, que procurava arquitectos de prestígio para o ambicioso programa de edificações para o Reino de Nápoles (com ele foram chamados também Luigi Vanvitelli, que desenhou a Reggia di Caserta, e Ferdinando Fuga).

## Obras
- Restauro da Basílica dos Santos João e Paulo (1714-1718)
- Restauro da igreja de Santo Eustáquio (interior terminado por Nicola Salvi)
- Pórtico na fachada da Basílica de São Paulo Extramuros (1725; destruído)
- Igreja dos Santos Estigmas (1719)
- "Bosco Parrasio" (1723)

Coimbra
- Torre da Universidade de Coimbra

Lisboa
- Torre do Palácio Real
- Trabalhos no Aqueduto das Águas Livres

Nápoles
- Reggia di Capodimonte
- Reggia di Portici (1738-1759)